# Glaucocystis
Glaucocystis — рід глаукофітових водоростей (Glaucophyta).

## Опис
Клітини еліптичні, нерухомі з одним клітинним ядром, декількома зіркоподібними, синьо-зеленими ціанелами та скоротливими вакуолями. Glaucocystis трапляються, зазвичай, групами з двох, чотирьох, восьми або 16 автосом. Клітинна стінка може потовщуватися на полюсах клітини.
Клітини Glaucocystis містять численні смугасті включення блакитного кольору, які називаються ціанелами. Раніше їх вважали ендосимбіотичними ціанобактеріями. У ціанелах є залишки клітинної стінки з пептидоглікану, що характерно для синьо-зелених водоростей, і вони містять власну ДНК. Однак, ДНК ціанели містить лише одну десяту частину генів з ДНК вільноживучих ціанобактерій. Ціанели не життєздатні за межами клітин-господаря, тому не є синьо-зеленими водоростями, а спеціальними пластидами Glaucophyta.

## Спосіб життя
Glaucocystis живуть на прісноводних болотах, часто у вологому прошарку між мохами. Безстатеве розмноження відбувається поділом впродовж 2-10 хвилин. Статеве розмноження невідоме.

## Види
- Glaucocystis bullosa (Kützing) Wille
- Glaucocystis caucasica D.A.Tarnogradskii
- Glaucocystis cingulata Bohlin
- Glaucocystis duplex Prescott
- Glaucocystis indica R.J.Patel
- Glaucocystis molochinearum Geitler
- Glaucocystis nostochinearum Itzigsohn
- Glaucocystis peruviensis Prescott
- Glaucocystis reniformis B.N.Prasad & P.K.Misra
- Glaucocystis simplex D.A.Tarnogradskii